# 담수 전투
담수 전투(淡水之役, 프랑스어: Battle of Tamsui, 1884년 10월 2일 ~ 10월 8일)는 청불 전쟁 때 기륭 원정을 했던 프랑스군에게 패배를 안긴 중요한 전투였다. 현대의 중국에서는 호미 전투(滬尾之役) 또는 담수 대첩(淡水大捷) 등으로 기록하기도 한다.

## 배경
담수 전투는 기륭 원정(1888년 8월 – 1885년 4월)의 일환으로 벌어진 전투였다. 1884년 8월 23일, 청불 전쟁이 발발한 후, 프랑스는 대만(포르모사섬) 북부에 원정대를 방문하여 기륭과 담수를 점령하여 청나라를 압박하기로 결정했다. 10월 1일 베르토 르비앙 중령은 1,800명의 해병대 보병 부대로 기륭에 상륙했고, 청나라군은 주변 언덕에서 준비된 강력한 방어 요새로 철수했다. 한편, 세바스티앙 레스페 제독의 지휘하에 프랑스군이 담수를 공격할 준비를 했다.
유명전은 담수를 강화하기 위한 조치를 이미 마련해 두었으며, 강에는 기뢰 9개를 설치해 놓았고, 입구는 9월 3일에 돌을 가득 채운 침몰된 배로 막았다. 화승총으로 무장한 하카 고산족은 청나라 본토 대대를 증병하는데 동원되었다. 레드 포트(Red Fort) 언덕 꼭대기에 있는 영국 영사관과 세관 근처에는 상하이 조병창에서 제조한 크루프 대포가 추가 포대를 만드는데 사용되었다.

## 포격
1884년 10월 1일, 포르모사섬(대만) 원정군이 기륭에서 해변에 상륙하는 동안 레스페는 철갑함 라 갈리소니에르(La Galissonnière)와 트리옹팡트(Triomphante), 순양함 데스탱(d'Estaing)과 포함 비페르(Vipère)와 함께 담수에서 조금 떨어진 곳에 정박했다. 쿠르베 제독으로부터 하달받은 명령은 담수에서 청나라군 포대를 폭격하고, 담수강을 가로지르는 방어선을 파괴하고 담수 자체를 점령하는 것이었다.
담수 마을이나 호미 마을은 이 시기 유럽의 작은 식민지를 포함하여 약 6,000명의 인구를 가지고 있었다. 도시 서쪽에 있는 두 개의 주요 요새가 담수를 방어하고 있었다. 프랑스인들이 산토도밍고 요새와 구별하기 위해 부르는 화이트 요새는 17세기 스페인이 ‘레드 포트’라고 불렀으며, 담수의 영국 영사관 건물이 되었다. 이곳에 담수강의 출입을 통제하는 해안 포대가 있었다. 도시를 상륙으로부터 방어하는 동북쪽에는 여전히 건설 중인 요새인 뉴포트(New Fort)가 있었다. 뉴포트는 무장이 완비되지 않았지만, 탁월한 만능 포격장을 가지고 있었다. 다른 중요한 요새 건물은 모두 인근의 산마루에 세워져 있었다.

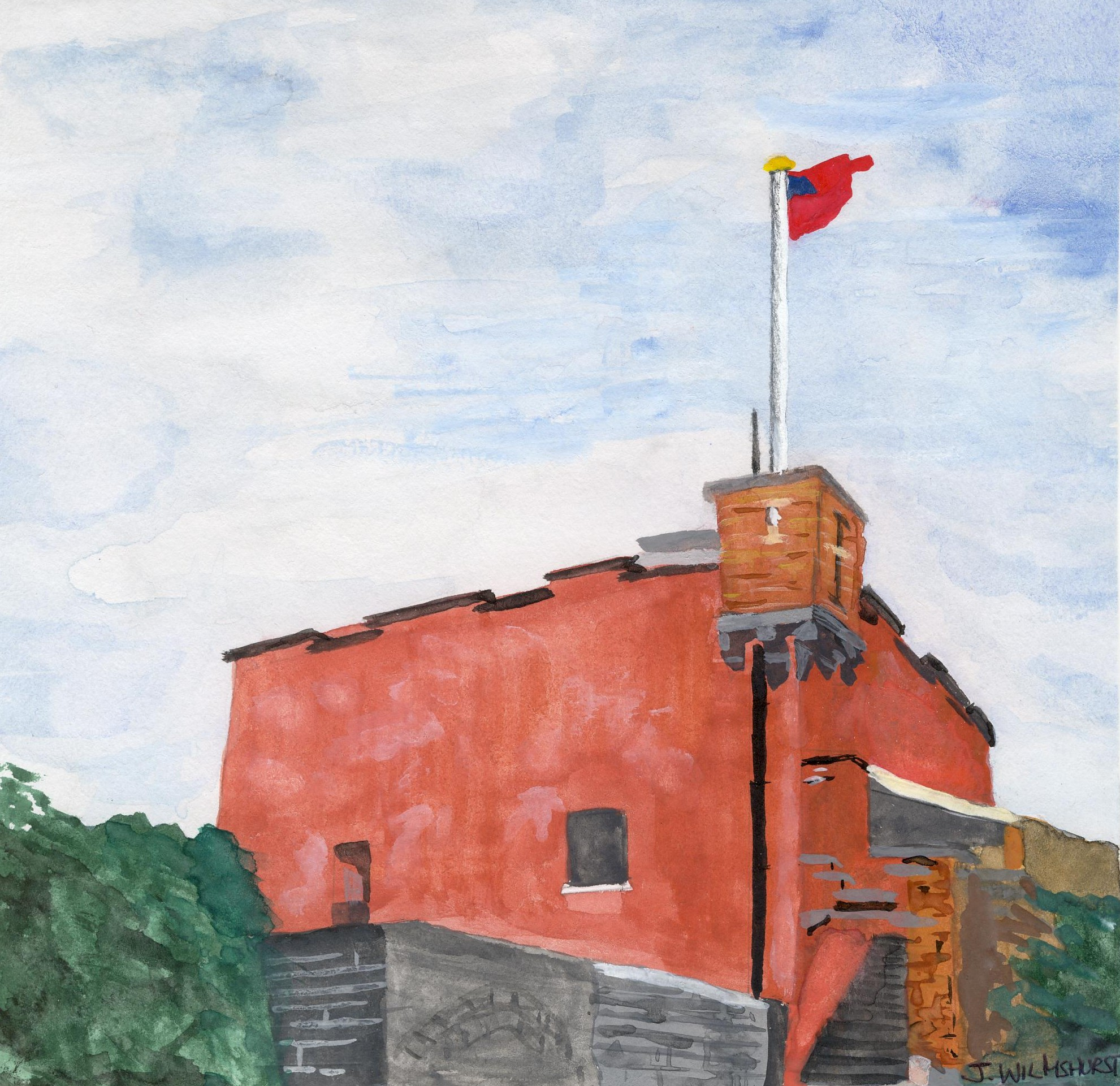
산도밍고 요새, 영국 영사관 건물, 1884

청나라군은 오후와 저녁 내내 뉴포트의 무장을 정비했고, 프랑스군의 상륙 시도를 물리치기 위해 군대를 배치했기 때문에, 프랑스 선단의 도착은 해변에서 활발한 활동을 한다는 신호였다. 영국인이 대다수인 담수의 많은 유럽계 주민들은 프랑스 선박에 중립을 알리기 위해 서둘러 집에 유니언잭을 내걸었다.
프랑스군함이 담수강에 들어갈 수 없었기 때문에 레페스는 10월 2일 아침에 화이트 포트와 뉴 포트를 포격하기로 결정했다. 실제로 적대 행위는 10월 2일 일출 무렵 청나라군이 먼저 시작했다. 청나라군은 전날 저녁 뉴포트의 포좌에 거취해 둔 대포 3문을 발사했다. 프랑스 선단은 즉시 응전했고, 몇 시간 동안 지속된 폭격으로 청나라 대포 3문은 파괴되었고, 뉴 포트와 화이트 포트를 모두 제압했다.
두 요새에 2,000개가 넘는 포탄이 발사되었다. 많은 포탄이 충격을 받고도 폭발하지 않았으며, 그 후 며칠 동안 위험하게 남아 있었다. 다른 것들은 너무 먼거리에서 폭격이 진행되었기 때문에 목표를 맞추지 못했고, 유럽계 주민들의 가옥을 포함하여 담수의 많은 건물들을 파괴했다. 캐나다 장로교 선교사 조지 맥케이는 프랑스가 폭격을 하는 동안, 담수에 있는 자택에 남아 있었다. 대만인 개종자들을 데려갈 수 없었기 때문에 담수에 정박한 영국 포함 ‘콕채이퍼’(HMS Cockchafer)로 대피하는 것을 거부했다. 그는 공격에 대한 생생한 설명을 남겼다. 맥케이는 나중에 영국 성공회 선교사 윌리엄 캠벨이 녹음한 대화에서 프랑스의 포격은 매우 부정확했으며, 무고한 민간인의 삶을 무모하게 위험에 빠뜨렸다고 말했다.

## 프랑스의 준비
레스페 제독은 해군의 폭격이 목표를 달성하는데 실패했다는 것을 깨달았다. 동원할 수 있는 상륙 부대가 많지 않았기 때문에, 10월 2일 저녁에 제독은 데스탱(d'Estaing)을 돌려 보냈다. 해병대 보병 대대의 증원군을 요청해서 강의 북쪽으로 상륙해 요새를 점령하고, 기뢰를 폭발시킬 수 있는 지휘소를 파괴해야 했다. 프랑스군은 대량의 화약을 폭발시켜 물길을 통과할 수 있었고, 배는 강에 들어갈 수 있었다. 한편, 그는 기뢰를 무력화하려고 시도했다. 10월 2일 저녁, 포함 비페르(Vipère)는 물길을 정찰하고 기뢰의 부표를 찾았다. 다음 날 밤 대형 보트 여러 척이 전선(電線)을 끌어내려고 시도했지만 실패했다. 청나라군이 기뢰 중 하나를 멀리서 폭파시키자 보트 중 하나가 거의 완파되었다.
데스탱은 10월 3일 오후에 기륭에 도착했다. 그때까지 프랑스군은 이미 도시 서쪽의 언덕을 확보했고, 청나라군은 물러났다. 그러나 쿠르베는 해병대 보병 3개 대대 중 하나를 마지못해 내놓았다. 이후 비판을 받기는 했지만, 올바른 결정일 수도 있었을 것이다. 청나라가 잠시 후퇴했지만, 언제라도 반격을 시작할 수 있었다. 만약 그렇게 되었다면 프랑스는 기륭에 세워 둔 방대한 방어선을 유지하기 위해 모든 병력을 투입해야 했을 것이다.
그럼에도 불구하고 쿠르베 장군은 레스페 제독에게 상당한 상륙군을 제공하기 위해 최선을 다했다. 쿠르베는 3척의 전함(따른, 샤또르노 및 뒤구에-트루앙)을 레스페 제독에게 더 보냈고, 그 배는 10월 5일 저녁 담수에 도착했다. 그들은 자신의 상륙 중대와 바야르(Bayard)에서 내린 상륙 중대를 수송하여, 레스페가 상륙 작전에 가용할 수 있는 전체 600명의 병력을 제공했다. 그 후 즉시 레스페는 담수의 방어군을 공격할 준비와 담수강 어귀의 기뢰를 제거하기 위한 상륙 준비를 시작했다.
그는 8월 5일에 기륭에서 상륙 부대를 우수하게 지휘한 라 갈리소니에르(La Galissonnière)의 마르탱 함장의 지휘하에 5개 중대 단위의 1개 대대로 상륙할 수 있도록 600명의 선원들을 조직화했다. 철갑선 바야르(Bayard), 라 갈리소니에르 및 트리옹팡트(Triomphante)는 각각 하나의 중대를 태웠다. 더 작은 선박 데스탱(d'Estaing)과 샤또르노(Châteaurenault)는 네 번째 중대를, 따른(Tarn)과 뒤구에-트루앙(Duguay-Trouin)이 다섯 번째 중대를 태웠다.

## 청나라의 준비

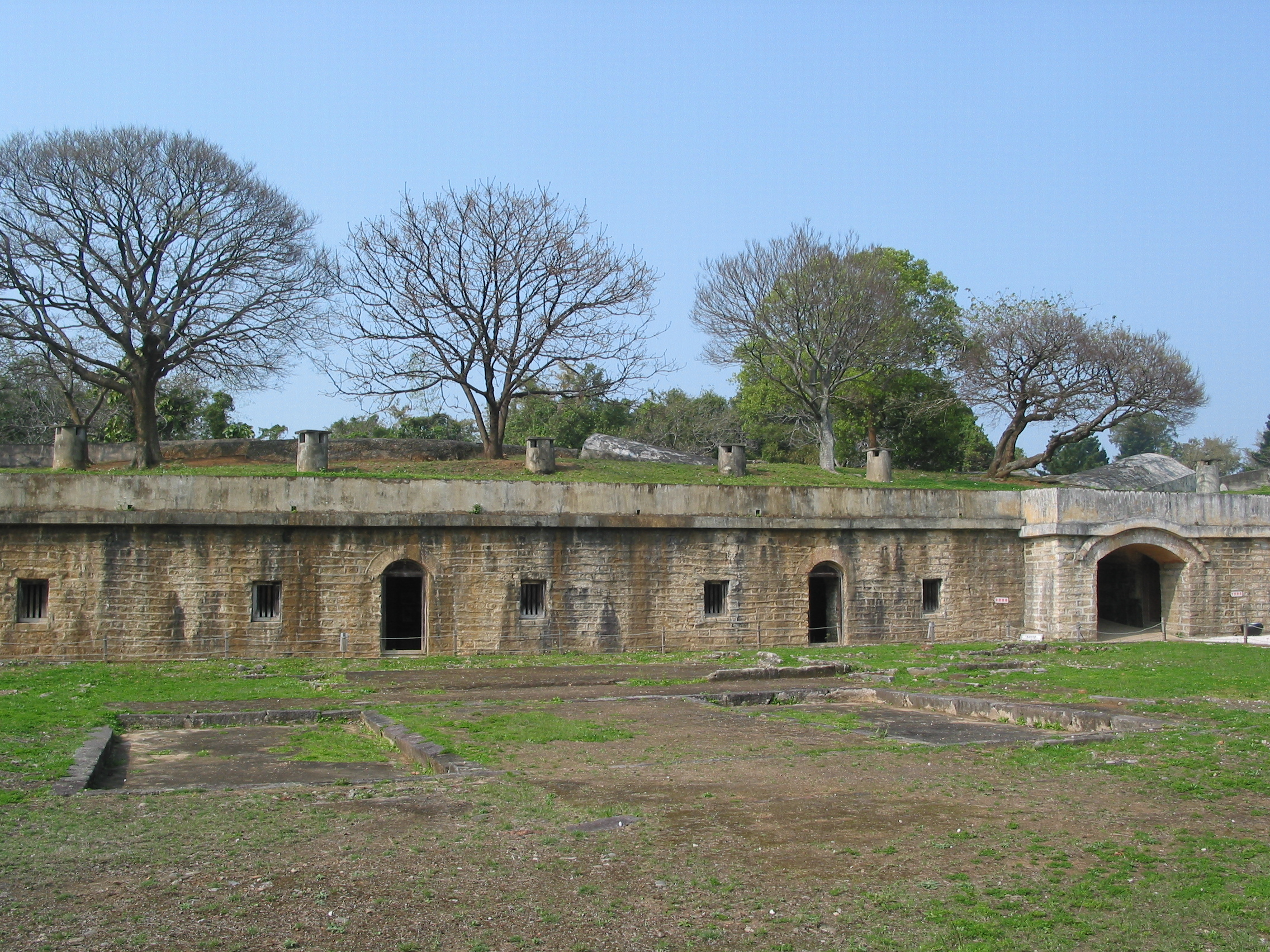
호미 포대 유적지

청나라의 방어는 1876년 뉴포트 건설을 담당했던 손개화 장군이 지휘하고 있었다. 장고원 장군과 유명전의 장조카인 유조우(劉朝祐) 장군이 그를 보조하고 있었다. 복건순무 유명전의 공식 전투 보고서에 따르면, 청나라군은 공점오(龔占鼇, 우익), 이정명(李定明, 중앙) 그리고 범혜의(范惠意, 후방)가 포함되어 있었다. 장고원과 유조우의 직접적인 지휘하에 다른 연대에서 온 다른 두 대대도 존재했다. 최근에 의해 등록된 이동은(李彤恩)이 지휘하는 타이완의 고산족 대대도 장이성(張李成)의 지휘 하에 전투병으로 참전했다. 청나라군의 보병 병력은 모두 약 1,000명 정도였다.
손개화 장군은 공점오의 연대를 최전선에 배치했다. 그는 산도밍고 요새 앞으로 프랑스군 공격이 예상되는 북서쪽 방향으로 보병 한 열을 단단히 자리잡게 하고, 오른쪽 측면의 나무가 우거진 지형에 보병 두 번째 열을 배치하여, 청나라군 본대 참호와 거의 직각으로 배치했다.
그곳은 프랑스군이 주요 방어선에 도달하기 전에 프랑스 전진을 교차사격할 수 있는 곳이었다. 유명전의 보고서에 의하면, 공점오의 분대는 ‘가짜 개울’이라는 곳에 포진했고, 이정명의 분대는 유채구라는 곳에 매복하며 엎드려 있었다고 한다. 현재 어느 지역도 식별할 수 없다. 손개화가 직접 연대 수비대를 지휘했다.
산도밍고 요새 뒤로는 장고원 장군과 유명전 순무가 각기 다른 연대에서 2개 대대와 함께 기회가 올 때 역공을 준비하며 예비 병력으로 배치되었다. 장이성(張李成)의 고산족들은 청나라의 주요 요새 북쪽 언덕에 있는 해안 근처에 배치되어, 전진하는 프랑스군의 왼쪽 측면을 공격할 예정이었다. 이들은 지능적인 포진이었고, 정면 공격을 격퇴하기 위한 최선의 선택이었다.

## 전투
10월 6일과 10월 7일에 거친 바다가 상륙을 막았지만, 10월 8일에 마침내 상륙하기에 충분할만큼 바다가 고요해졌다. 레스페 제독은 이른 새벽에 뉴 포트 반대편에 600명의 경보병 해병대를 상륙시켰다. 원래 공격을 지휘할 예정이었던 라 갈리소니에르의 마르탱 대위가 병에 걸렸으며, 마지막 순간에 샤또르노의 함장 불리노에게 공격 명령이 이전되었다. 편대는 공격을 지원하기 위해 북쪽을 향해 항구 입구에서 일렬로 배치되었다. 샤또르노가 선봉을 서고, 이어 데스탱, 따른, 트리옹팡트, 뒤구에-트루앙이 뒤따랐으며, 라 갈리소니에르는 비페르와 함께 후방을 맡았다.
전투가 벌어질 것에 흥분한 도시의 많은 유럽 주민들이 소풍단을 모아 근처 언덕에 전망이 좋은 곳으로 몰려왔다. 그들은 프랑스군이 이길 것이라고 확신했고, 담수가 해질무렵에는 프랑스군의 손에 떨어질 것이라고 예상했다.
불리노(Boulineau)는 자신의 5개 중대를 2개의 전열로 배치했으며, 청나라에 의한 측면 공격의 위험이 가장 큰 왼쪽에 강력한 수비병을 두었다. 그의 첫 번째 전열은 퐁뗀느와 드호르테 함장의 지휘 하에 갈리소니에르와 트리옹팡트의 상륙 중대로 각각 120명의 병력으로 구성되었다. 드호르테의 중대는 오른쪽 전열로 자리를 잡았다. 첫 번째 전열의 200m 뒤에 있는 두 번째 전열은 소형 전함에서 내린 각각 130명으로 구성된 혼성 중대로 구성되었다. 따른과 뒤구에-트루앙에서 내린 중대는 드몽 함장의 지휘로 드호르테 중대 뒤 오른쪽으로 자리를 잡았다. 100명의 병력으로 이루어진 바야르의 상륙 중대는 본대의 왼쪽 측면에 배치되었다. 오전 10시에 배치가 완료되었고, 배치된 병력은 프랑스 선단의 해군 포격으로 보호를 받았고, 해변과 요새 사이의 땅을 스쳐 지나갔다.
오전 10시에, 불리노는 모래 언덕 위로 빠른 속도로 소규모 군대를 이끌었다. 그러나 즉시 상황이 꼬이기 시작했다. 모래 언덕은 프랑스 전대 너머의 광경을 숨겼다. 프랑스군은 논과 작은 나무 더미가 있는 개활지를 찾을 것으로 기대하고 있었다. 대신, 그들이 발견한 것은 울창하게 우거진 요새로 이어지는 접근로였다. 전쟁터에는 높은 울타리와 가시가 있는 식물로 둘러싸인 작은 경작지가 점재해 있었다. 땅도 도랑에 의해 패여 있었고, 키가 크고 우거진 나무들로 덮여 있었다. 이 울퉁불퉁한 지형은 청나라군에게 완벽한 보호를 제공했으며, 프랑스 사령관의 통제를 거의 불가능하게 만들었다.
중대와 분대는 덤불로 들어가자마자 서로의 시야를 잃어버렸다. 그들은 또한 레스페 제독이 미리 지정해 준 진군로를 벗어나기 시작했다. 불리노는 통제력을 회복하기 위해 할 수 있는 일이 없다는 것을 깨달았고, 중대 지휘관의 주도권에 의존하기로 결정했다. 뉴포트는 멀리서도 여전히 보였으므로, 본대의 네 중대는 최소한 그들이 어떤 방향으로 향하는지는 알 수 있었다.
오전 11시 30분경, 트리옹팡트의 선원들로 구성된 오른쪽에 있는 첫 번째 전열은 화이트 포트와 뉴포트 사이의 수풀과 도랑에 은신한 손개화의 군대와 접촉했다. 이 시점에서 사격이 시작되었고, 프랑스 최전방 전열을 따라 빠르게 확산되어, 라 갈리소니에르의 상륙 중대를 끌어냈다. 프랑스 전열은 이제 청나라의 참호에서 정면으로, 그리고 왼쪽의 숲과 산울타리에 은신한 적의 진지에서 퍼붓는 집중 사격에 노출되었다. 움푹 패인 땅을 가로질러 길을 통과하며 혼란에 빠진 두 예비 중대는 곧 최전선에 도달했다. 데스탕과 샤또르노의 상륙 중대도 퐁뗀느와 드호르테 중대 사이의 전열에 들어갔고, 드몽 중대는 왼쪽 전열에 합류했다.
한편, 청나라군은 프랑스군 좌익을 압박하기 시작했다. 프랑스 함선의 지원 사격에도 불구하고 프랑스 함선의 지원 사격에도 불구하고 장고원의 부대는 바야르에서 내린 프랑스군 측면 수비병을 본대 쪽으로 밀어낼 수 있었다. 바야르의 선원들은 드몽의 중대와 연결될 수 있었지만, 이제 프랑스 상륙 부대는 약 1.5km 길이의 단일 전열로 배치되었고, 더 이상의 예비병력도 없었다. 총격전은 프랑스 전선을 따라 확대되었다.

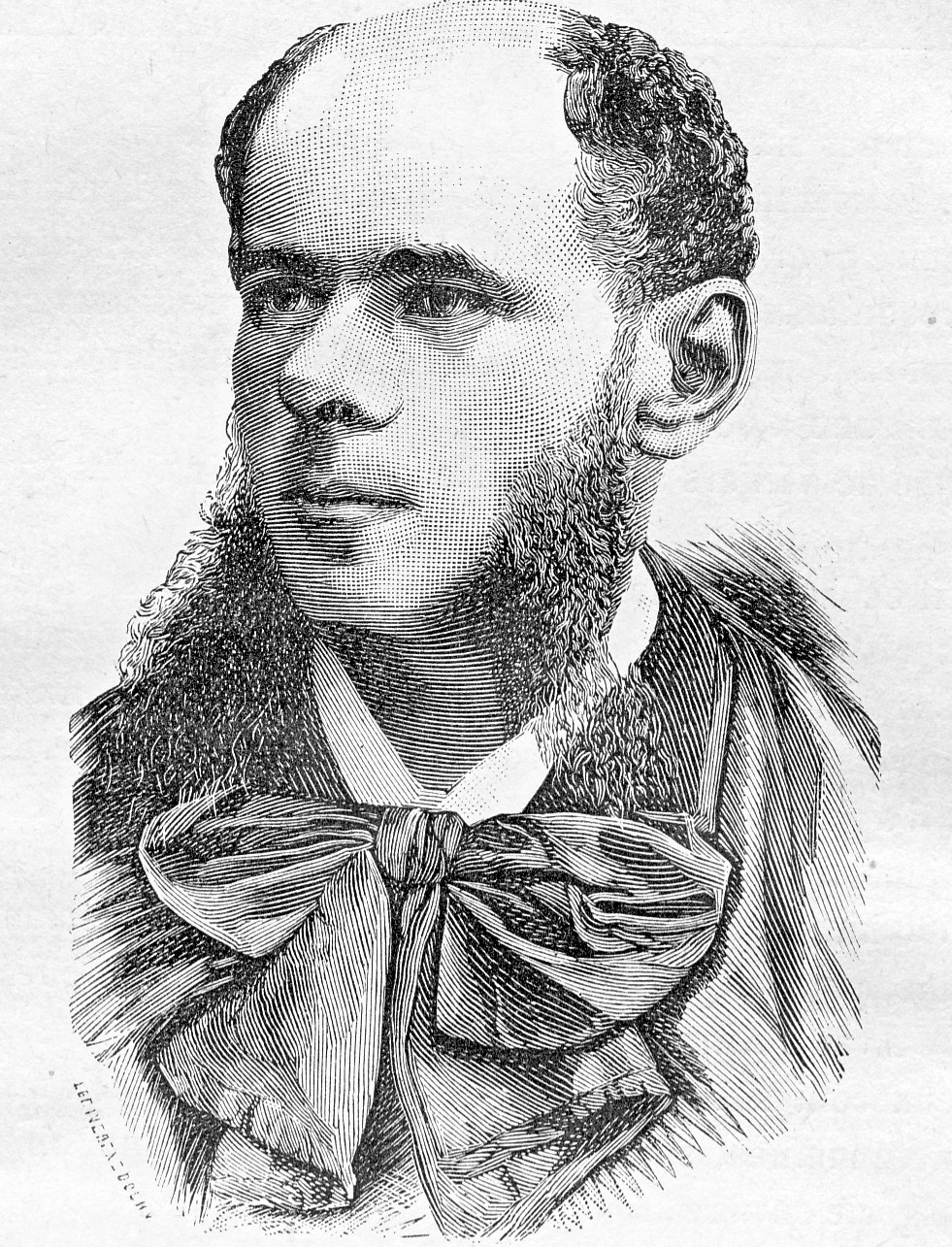
트리옹팡트 함장 드호르트는 1884년 10월 8일 담수에서 치명상을 입었다

청나라군과 프랑스군은 약 100m 거리로 떨어져 있었다. 상황은 프랑스군이 규칙적이고, 통제된 일제 사격을 요구했지만, 흥분한 선원들은 개별적으로 가능한 빨리 덤불로 사격을 했다. 불리노는 그들이 단순히 탄약만 낭비하고 있다는 것을 깨달았다. 그는 반복적으로 그의 부하들에게 사격을 중지하라는 명령을 내렸다. 그러나 그의 명령 중 일부만이 전달될 수 있었다. 불리노의 나팔수가 작전을 시작한 직후에 총에 맞았기 때문에, 어떤 나팔 신호를 보낼 수 없었다. 프랑스군은 계속해서 파악하기 어려운 표적에 탄약을 낭비했다.
주도권은 이제 결정적으로 청나라군에게 넘어갔다. 장고원 장군의 정병은 프랑스 좌익을 계속 압박했고, 바야르 중대의 측면을 따라 나아 갔다. 손개화 장군의 정병들도 화이트 포트에서 대규모로 몰려 나와 프랑스 오른쪽 측면 트리옹팡트의 중대 주변을 압박하기 시작했다. 프랑스군 좌익의 위협에 대처하기 위해, 드몽은 전방에서 벗어나 중대에 참여했고, 퐁뗀느의 병력들을 지원했다. 우익에서는 트리옹팡트의 해병들이 손개화 부대를 저지하기 위해 일련의 공격을 했다.
프랑스 전열에 대한 압박이 이제 드러나기 시작되었다. 프랑스군은 1시간 동안 교전을 했고, 3분의 2의 탄약을 다 써버렸다. 부상자가 늘어나자 부상자를 해변으로 이송하기 위한 세부적인 조치를 해야 했다. 프랑스 전열도 뒤로 밀리기 시작했다. 여러 명의 프랑스군 장교들이 잇달아 쓰러지면서, 후퇴를 피할 희망은 사라졌다. 라 갈리소니에르의 퐁뗀느 함장은 프랑스 전선의 왼쪽에 있는 청나라 요새 가까이 날아온 탄환에 발에 부상을 입었으며, 전방과 측면 모두 적의 사격이 가장 심하게 집중되는 곳이었고, 청나라 전열에서 그리 멀지도 않은 곳에 쓰러졌다. 두명의 해병이 그를 데려오려고 했지만, 세 사람 모두 청나라군에게 붙잡혀 즉시 참수당했다. 드몽 함장은 가까운 곳에서 부상을 당했고, 프랑스군 우익 측면에서 트리옹팡트의 함장 드호르테도 치명상을 입었다.
퐁뗀느와 드호르테가 쓰러진 것은 결정적이었다. 프랑스군 양측면이 뚫려버렸다. 트리옹팡트의 상륙 중대는 이제 거의 탄약을 거의 소모해버렸고, 더 이상 손개화 부대의 압력을 견딜 수가 없었다. 좌익의 바야르 중대는 장고원의 병력에 의해 프랑스군 전열의 나머지 부분에서 잘려나간 지점에서 후퇴하기 위해 공격을 해야 했다.

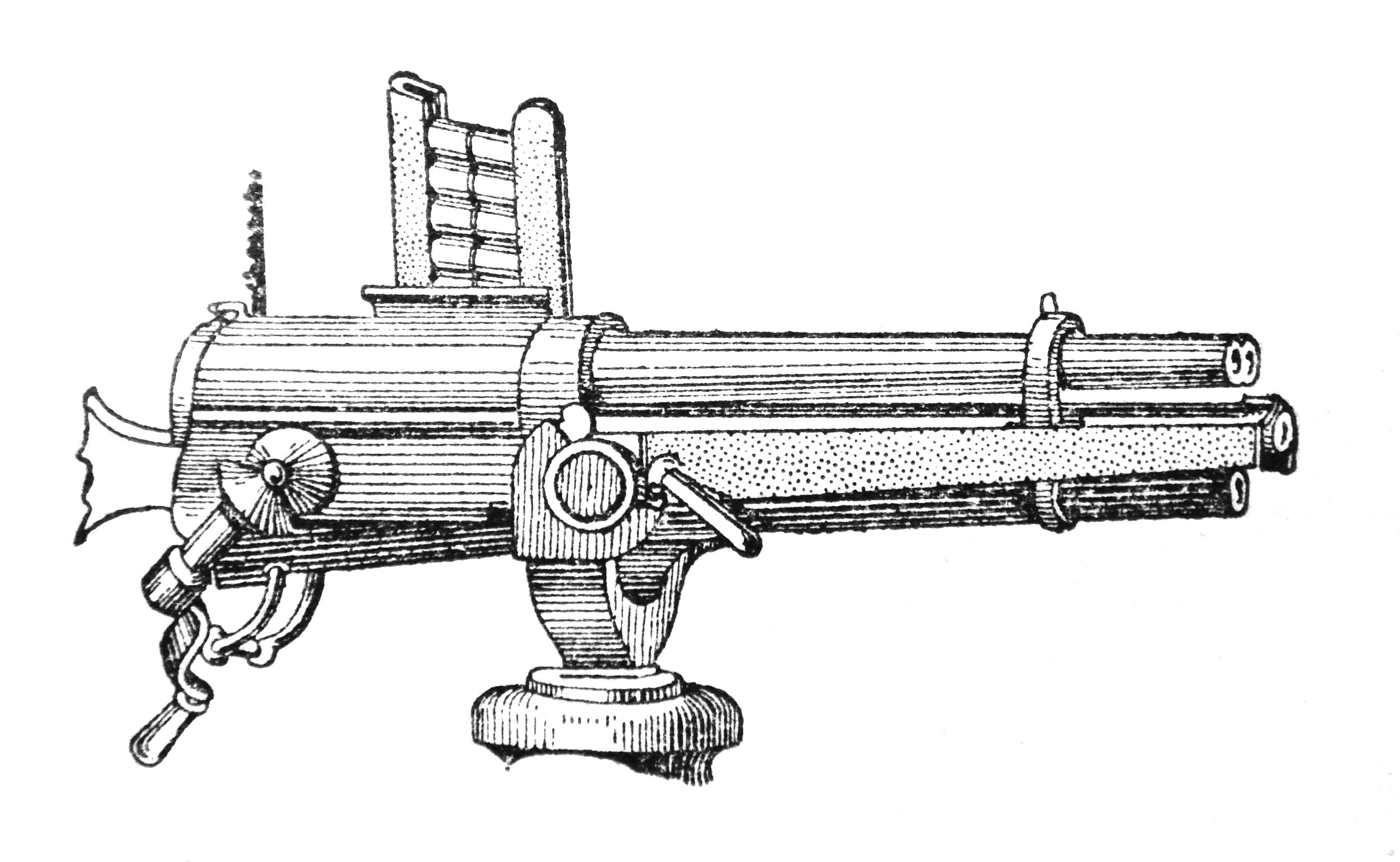
1879년부터 제작된 호치키스 37mm 다연발 속사포 캐넌-리볼버

정오에 불리노는 퇴각을 명령했다. 상륙 중대는 해안으로 돌아와 부상자와 일부 시신을 가져왔다. 10명당 거의 1명꼴로 부상을 입었기 때문에, 퇴각은 느릴 수 밖에 없었다. 퇴각하는 군은 라 갈리소니에르와 트리옹팡트의 상륙 중대의 엄호를 받았다. 천천히 대형을 유지하며 일제 사격을 퍼부으며 청나라군과 거리를 벌였다. 프랑스군은 퐁뗀느 함장과 그의 두 조력자의 시신을 포함하여 퇴각하는 동안 사망자 몇 명을 남겨 두어야 했다.
직후 재승선이 시작되었다. 바다는 매우 거칠어졌고 배를 땅에 댈 수 없었다. 해변의 해병들은 목까지 차오르는 물에 들어가 배를 타야했다. 선원들이 파도가 일렁이는 물에 모여들자, 상륙부대는 때를 노린 청나라군의 좋은 먹잇감이 될 처지가 되었다. 프랑스군에게는 천만다행으로 청나라군은 천천히 다가왔고, 후퇴를 방해하지는 않았다. 우왕좌왕하면서 프랑스군 수병들은 보트에 타기 위해 고군분투했고, 대형 보트 중 하나가 전복되면서 모든 탑승자를 바다에 빠졌다. 뱃머리에 장착된 리볼빙 호치키스포도 선상에 떨어졌다. 대형 보트를 다시 바로 뒤집었지만, 프랑스군은 호치키스포를 포기해야 했는데, 이것은 이후 청나라군이 노획하여 승리의 트로피로 삼았다.
비페르의 오귀스탱 라페이에르 함장은 청나라군이 역공을 펼칠 잠재적 위험을 깨달았다. 프랑스군의 철수를 엄호하기 위해 레스페 제독으로부터 권한을 위임받아 요새에 가까운 근해에 자신의 포함을 해안과 가까운 곳으로 이동시켰다. 그곳에서 청나라군으로부터 간격을 확보하기 위해 포탄을 발사했다.
낮 12시 30분에, 첫 번째 배가 해안에서 나와 프랑스 함 쪽으로 향했다. 오후 1시 10분까지, 그들은 모두 해변을 떠났다. 비페르는 이들을 천천히 따라가면서 해안에서 점점 멀어지고 있는 청나라군에게 대포를 발사했다. 오후 1시 30분에 보트는 배에 도착했다. 바다는 이제 매우 거칠었고, 부상자들은 동료들이 배의 갑판으로 사다리를 올리는 것을 도와줄 때 고통에 찬 비명을 질렀다.

## 사후
이 공격의 실패는 프랑스인들에게 당혹스러운 좌절을 안겼다. 가르노(Garnot) 대위는 이후 패배를 비난하며, 소규모의 상륙 부대와 훈련된 보병이 아닌 해군 상륙 중대를 쓴 것이 문제라고 지적했다.
| “ | 패배의 주된 이유는 상륙군이 너무 적었기 때문임은 의심의 여지가 없지만, 열악한 전술도 한 몫했다. 전열의 전진을 엄호해줄 선봉대가 없었다. 사격 전열이 사전 정찰도 없이 잘 은폐, 엄폐된 청나라 저격수의 사격을 받으며 어려운 지형으로 진격했다. 전투 수행 중 혼란과 지시 부족이 뚜렷이 드러났다. 육전 훈련을 받지 못한 우리 장교와 선원들이 보여준 용기와 돌진은 무질서하게 사격을 가했다는 사실을 감출 수 없었다. 예비 병력이 명령도 없이 일찍 전선에 합류하기 위해 올라왔으며, 아군은 지휘관을 잃었고, 적을 향해 마구 총을 쏘고, 몇 분도 안 되어 탄약을 다 써버렸다. 우리 상륙 중대가 쓰라린 경험으로 배운 것처럼, 보병 전술은 단순히 즉흥적으로 만들어질 수 없다. | ” |
|   | — 가르노, 프랑스군 포르모사섬 원정대 |   |

프랑스는 이 패배로 인해 북쪽에 갇혀 더 많은 땅으로 전진하거나, 점령할 수 없었다.

## 사상자
담수에서 프랑스군 사상자는 17명이 사망하고, 49명이 부상을 입었다. 10월 9일, 부상당한 프랑스군은 따른을 타고 기륭으로 대피한 후 국가 수송선 니브(Nive)를 타고 사이공으로 이송되었다. 치명상을 입은 드호르테 중위는 프랑스 함선으로 다시 돌아와서 다른 부상자들과 대피했다. 그는 수송선이 바다에 떠 있는 동안 10월 12일에 니브(Nive)에서 사망했으며 사이공에 묻혔다.
프랑스군 사망자에는 라 갈리소니에르의 함장인 퐁뗀느도 포함했다. 프랑스군은 퐁뗀느와 근처에서 사망한 프랑스 선원 2명의 시신도 회수하지도 못했다. 전장에 버려진 세명의 죽은 프랑스군의 시체는 청나라군에 의해 참수되었고, 효수된 머리는 10월 8일 저녁 승리한 청나라군에 의해 담수를 통해 퍼레이드되었다.
영국 전함 콕채이퍼(HMS Cockchafer)의 보텔러(Boteler) 대령과 영국 영사 프레이터(Frater)는 프랑스인 사망자를 존중하지 않는다고 손개화 장군에게 강력하게 불만을 표명했으며, 효수된 세명의 머리는 기독교 묘지에 매장하기 위해 그들이 인수해 갔다. 라 갈리소니에르의 선장 퐁뗀느 외에도 청나라군은 포로를 잡고, 부상당한 11명의 프랑스군 해병을 참수했다. 대나무 장대를 사용하여 대중에게 머리를 일반에 전시했으며, 청나라 내 반불 감정을 불러일으키기 위해 상하이의 톈시차이 픽토리얼 저널에 실었다.
담수 세관의 유럽인 직원에 따르면 청나라 사상자는 80명이 사망하고 약 200명이 부상했다고 한다.
뉴질랜드 〈왕가누이 크로니클〉(Wanganui Chronicle)은 청나라군이 약 20명의 프랑스군을 참수하고, 죽였다고 보도했다.

## 기념

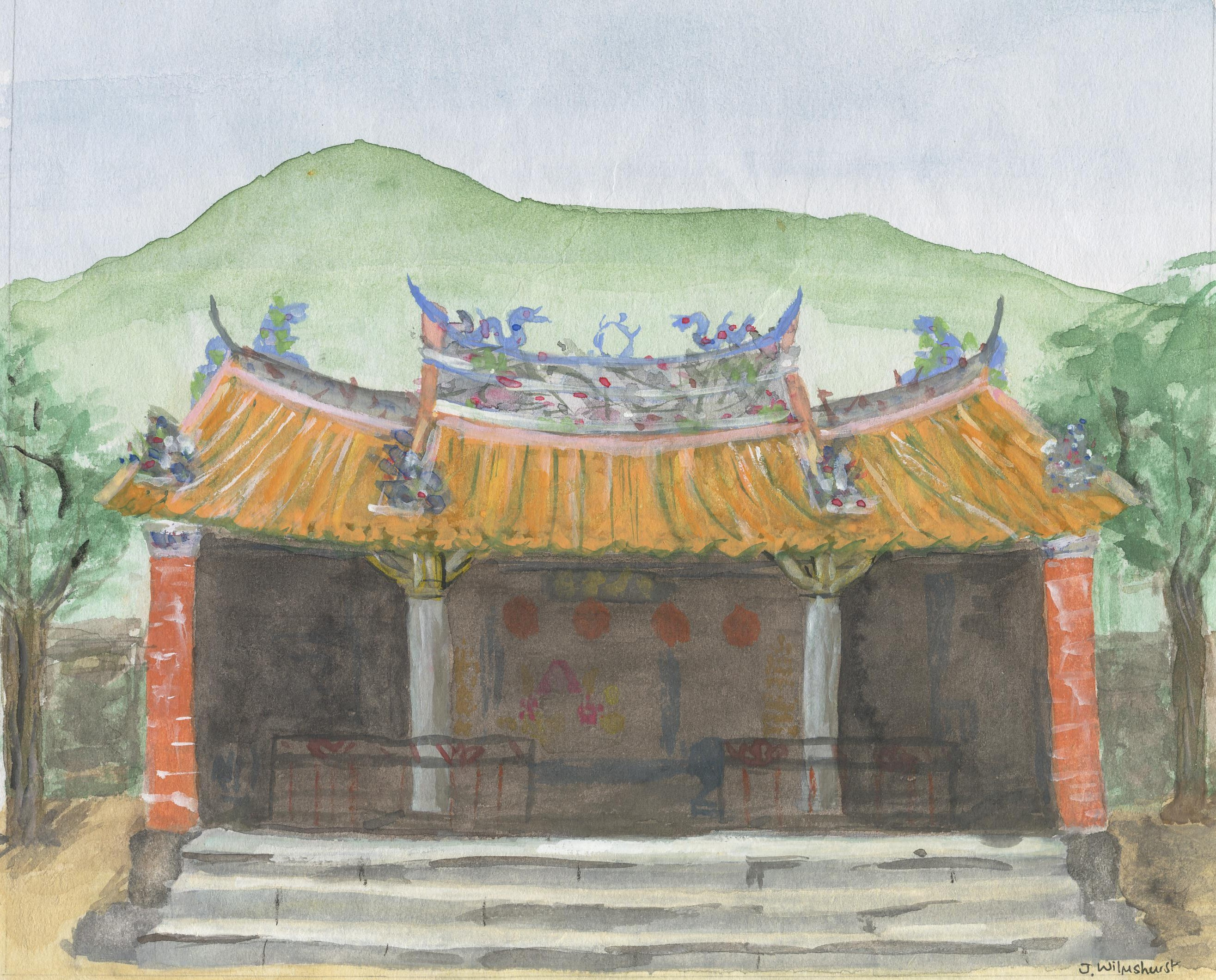
마조묘 복우궁

1884년 10월 8일 담수에서의 프랑스 패배는 청나라에서 널리 알려졌으며, 껩 원정을 하는 동안 통킹에서 동시다발적인 프랑스군의 승리보다 국가 사기에 훨씬 더 큰 영향을 미쳤다. 유명전은 상세하게 전투를 보고했으며 1884년 11월 북경 공보(Peking Gazette)를 통해 프랑스군 사상자를 부풀려 발표했다. 이 보고서에서 유명전은 300명의 프랑스군이 사망했다고 주장했다.
| “ | 프랑스 함대는 타이페이, 호베 및 다른 장소에 주둔하고 있으며, 프랑스군은 10월 8일에 맹공을 퍼부으며 상륙했다. 타이완의 총사령관 손개화는 각기 다른 경로로 전진하여 자신의 휘하 부대로 그들을 공격했다. 지방 총사령관인 장고원 등도 적을 상대했다. 프랑스군은 격퇴당하고, 다시 여러 번 진격해왔다. 아군은 가까운 곳에서 그들과 교전을 했고, 손개화는 그의 부하들과 직접 진격하여 사로 잡은 적 장교를 참수하고, 적 약 300명을 죽였다. | ” |
|   | — 데이빗슨, 포르모사섬의 과거와 현재 |   |

담수에서는 여전히 청나라의 승리를 기념하고 있다. 손개화는 자신의 승리를 복건성 등지에서 해신으로 신격화한 마조에게 돌렸다. 유명전의 승전을 보고 받자, 광서제는 만족스럽게 “여신은 내 백성에게 친절하고 내게도 친절했다”라고 말했다. 담수의 마조 사원 복우궁(福佑宮)은 1796년에 완공되었으며, 익천소우(翌天昭佑)라는 황제의 말을 암시하는 현판을 가지고 있다.

## 영향
담수에서의 프랑스 패배는 정치적으로 상당히 중요한 작용을 했다. 1884년 8월 23일, 푸저우 전투에서 복건 함대를 잃은 후 청나라는 늘 수비에만 몰렸다. 그런데, 6주 후 담수에서 예상치 못한 청나라의 승리로 인해 청나라 조정의 강경파의 목소리가 높아졌다. 10월 28일 서태후에 의해 소집된 조정 회의에서는 프랑스가 박레 매복에 대한 배상금 지불 요구를 철회할 때까지 프랑스와의 전쟁을 계속하기로 결정했다.
11월 5일에 청나라 조정은 너무 극단적인 제안이라서 프랑스가 도저히 수용할 수 없는 강화 조건을 제시했다. 거기에는 〈톈진 협약〉의 취소 요구와 더불어, 안남와 통킹에 대한 프랑스 보호령의 포기와 청나라군에 의한 라오까이, 까오방, 랑선의 점령이 포함되어 있었다. 프랑스와 청나라 간의 분쟁을 중재하던 영국 외무부 장관 그랜빌은 청나라의 조건을 ‘승자에서 패배자가 된 사람들’로 묘사하고 프랑스에 전달하는 것을 거부했다. 불안정한 청나라 조정으로 인해 청불 전쟁은 몇 달 동안 더 지속되었고, 양측의 손실과 지출이 늘어나는 결과를 가져왔다.

## 참고자료
- Campbell, William (1915). 《Sketches from Formosa》. London: Marshall Brothers. OL 7051071M.
- Davidson, James W. (1903). 《The Island of Formosa, Past and Present : history, people, resources, and commercial prospects : tea, camphor, sugar, gold, coal, sulphur, economical plants, and other productions》. London and New York: Macmillan & co. OL 6931635M.
- Davidson, James W. (1903). 《The Island of Formosa : historical view from 1430 to 1900, history, people, resources and commercial prospects, tea, camphor, sugar, gold, coal, sulphur, economical plants and other productions》. OCLC 780197423.
- Duboc. Émile Charles Eutrope (1898). 《35 mois de campagne en Chine, au Tonkin》. Paris: Charavay, Mantoux, Martin. OCLC 9328158.
- Eastman, Lloyd E. (1967). 《Throne and Mandarins: China's Search for a Policy during the Sino-French Controversy, 1880-1885》. Cambridge: Harvard University Press. OCLC 575485068. OL 5535411M.
- Ferrero, Stéphane (2005). 《Formose vue par un marin français du XIXe siècle》. Paris: Harmattan. ISBN 9782747594158.
- Garnot, Eugène Germain (1894). 《L' expédition française de Formose, 1884-1885》. Paris: Librairie C. Delagrave. OCLC 3986575. OL 5225244M.
- Loir, Maurice (1886). 《L'escadre de l'amiral Courbet》. Paris: Berger-Levrault. LCCN 03013530. OCLC 23421595.
- Lung, Chang (1993).  越南與中法戰爭 [Vietnam and the Sino-French War] (중국어). Taipei: 臺灣商務印書館. ISBN 9789570513141.
- Mackay, George L. (1896). 《From Far Formosa》. New York: F. H. Revell Co. OCLC 855518794.
- Poyen-Bellisle, Isidore Henry de (1888). 《L'artillerie de la Marine à Formose》. Paris. OCLC 752993458.
- Rollet de l'Isle, M. (1886). 《Au Tonkin et dans les mers de Chine》. OCLC 12425765. OL 23279748M.
- Rouil, Christophe (2001). 《Formose: des batailles presque oubliées》. Taipei. ISBN 9789578820050.
- Thomazi, Auguste (1934). 《La conquête de l'Indochine》. Paris: Payot. OCLC 4422548. OL 6313805M.
- Tsai, Shih-shan Henry (2009). 《Maritime Taiwan: Historical Encounters with the East and the West》 illurat판. M.E. Sharpe. ISBN 9780765623287. 2010년 7월 13일에 원본 문서에서 보존된 문서. 2014년 4월 24일에 확인함.